# Wayne Escoffery

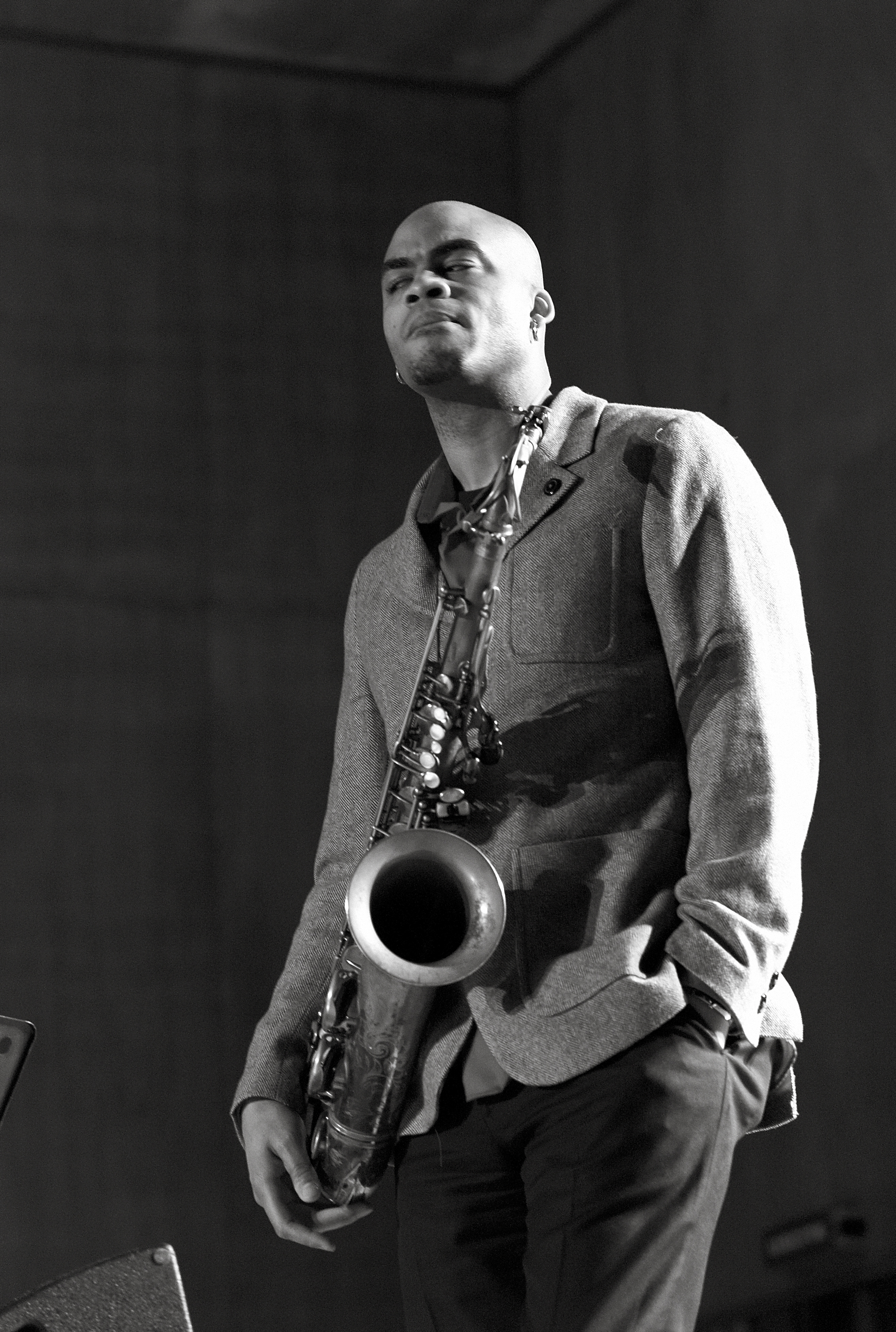
Wayne Escoffery (Foto: Lorenzo Dasaro)

Wayne Escoffery (* 23. Februar 1975 in London, England) ist ein in den Vereinigten Staaten lebender Jazz-Tenorsaxophonist.

## Leben und Wirken
Escoffery wanderte mit seiner Mutter in die Vereinigten Staaten aus und zog 1986 nach New Haven (Connecticut). Mit elf Jahren sang er im New Haven Trinity Boys Choir und nahm Saxophon-Unterricht bei Malcolm Dickinson. Mit 16 Jahren verließ er den Chor, um sich auf das Saxophon zu konzentrieren, und studierte zunächst beim Jazzmobile in New York City, der Neighborhood Music School in New Haven und im Educational Center for the Arts in New Haven.
Während eines Studiums im Artists Collective in Hartford (Connecticut) lernte er Jackie McLean kennen, der das Jazz-Programm der Hartt School leitete. Unterstützt durch ein Studienstipendium der Hartt School, studierte Escoffery von 1993 bis 1997 bei McLean und erwarb 1997 den Bachelor in Jazz Performance. Von 1997 bis 1999 setzte er sein Studium fort am Thelonious Monk Institute of Jazz Performance am New England Conservatory in Boston. In dieser Zeit ging er mit Herbie Hancock auf Tournee. 1999 erwarb er den Master und zog nach New York, um als Profimusiker zu arbeiten. 
Seit 2000 arbeitete er in New York City unter anderem mit Carl Allen, Eric Reed, der Mingus Dynasty und der Mingus Big Band (Tonight at Noon, The Charles Mingus Centennial Sessions), Ralph Peterson, Ben Riley, Ron Carter, Rufus Reid, Bill Charlap, Bruce Barth, Jimmy Cobb und Eddie Henderson, außerdem mit den Sängerinnen Mary Stallings, Cynthia Scott, Nancie Banks, LaVerne Butler und Carolyn Leonhart.
Seit Anfang der 2000er Jahre arbeitet Escoffery mit einer eigenen Formation. Daneben tritt er mit Ben Rileys Monk Legacy Septet, in der Mingus Big Band, in Abdullah Ibrahims Band Akaya, in der Begleitband von Carolyn Leonhart und bei Jazz at Lincoln Center auf. Er spielt außerdem im Quintett von Tom Harrell, im Black Art Jazz Collective (Ascension, 2020) und in der Band des Posaunisten David Gibson (Maya, 2001).
Seit 2004 ist Escoffery verheiratet mit Carolyn Leonhart.

## Diskographische Hinweise
- Times Change (Nagel-Heyer Records, 2001) mit Aaron Goldberg, Joel Forbes, Carl Allen
- Intuition (Nagel-Heyer, 2004)
- Hopes and Dreams (Savant Records, 2008) mit Joe Locke, Hans Glawischnig, Lewis Nash, Jonathan Blake, Tom Harrell
- Carolyn Leonhart + Wayne Escoffery: Tides of Yesterday (Savant Records, 2010)
- Uptown (Posi-Tone Records, 2011)
- The Only Son of One (Sunnyside, 2012)
- Live At Smalls (SmallsLive, 2015)
- Black Art Jazz Collective: Presented by the Side Door Jazz Club (Sunnyside Records, 2016), mit Jeremy Pelt, Xavier Davis, James Burton III, Vincente Archer, Jonathan Blake
- The Humble Warrior (Smoke Sessions, 2020), mit David Kikoski, Ugonna Okegwo, Ralph Peterson
- Like Minds (Smoke Sessions, 2023), mit David Kikoski, Ugonna Okegwo, Mark Whitfield Jr.